# Kvido Štěpánek
Kvido Štěpánek (* 6. září 1957, Ústí nad Orlicí) je český podnikatel a filantrop, majitel firmy Isolit-Bravo.

## Život
Pracoval jako konstruktér. Do vedení firmy Isolit, tehdy odštěpného závodu státního podniku OEZ Letohrad, se dostal po listopadu 1989. O čtyři roky později ji se dvěma společníky koupil, za úvěr u banky ručili svými rodinnými domy. Později společníky vyplatil a od té doby je jediným vlastníkem.

### Filantropie
Ročně věnuje přes tři miliony korun na charitu. Finančně přispívá nemocnici v Ústí nad Orlicí nebo na opravy starého hřbitova, andělské sochy či Andělské zahrádky v Jablonném nad Orlicí. Podporuje také charitativní organizace, např. Lékaři bez hranic, UNICEF, Nadační fond Charty 77 aj. Česká mutace časopisu Forbes ho v roce 2022 zařadil mezi 30 největších českých filantropů.

### Osobní život
Kvido Štěpánek je ženatý a má tři děti. K jeho zálibám patří cyklistika.

## Ocenění
- VIA Bona, novinářská cena pro filantropa – individuálního dárce (2014)[4]
- Podnikatel roku (2002)